# Бонавентура Кавальєрі
Бонавентура Франческо Кавальєрі (італ. Bonaventura Francesco Cavalieri, лат. Cavalerius, *1598 — †30 листопада 1647) — італійський математик XVII століття, предтеча математичного аналізу, найяскравіший і найвпливовіший представник «геометрії неподільних». Висунуті ним принципи й методи дозволили ще до відкриття математичного аналізу успішно розв'язати численні задачі аналітичного характеру.

## Біографія
Кавальєрі народився в Мілані, в ранньому віці постригся в ченці і належав до ордену єзуатів блаженного Єронима. Вивчав у Пізі математику під керівництвом прихильника і друга Галілея Бенедетто Кастеллі. Через Кастеллі Кавальєрі познайомився з Галілеєм, що жив тоді в розташованій неподалік Флоренції.
Наприкінці 1621 року Кавальєрі вже значно просунувся в розробці методу неподільних, і в листуванні з Галілеєм він обговорював питання допустимості розкладання фігур на нескінченно малі елементи.
Коли 1629 року звільнилася кафедра математики в Болоньї, Кавальєрі представив рукопис вже готової праці з геометрії неподільних. Кандидатуру його палко підтримав Галілей, який охарактеризував молодого вченого, як «суперника Архімеда».
Професором Болонського університету Кавальєрі працював до кінця життя. Він сподобався римському папі Урбану VIII і той призначив його настоятелем монастиря.
Останні роки Кавальєрі були затьмарені важкою формою подагри, від якої він передчасно помер у віці 49 років.
Кавальєрі належать кілька праць з тригонометрії, логарифмічного числення, геометричної оптики і т.ін. Але головною справою його життя був трактат «Геометрія, розвинена новим способом за допомогою неподільних безперервного» (1635) та її службове продовження «Шість геометричних етюдів» (1647).
На честь Кавальєрі названий кратер Cavalerius Aysa N0306 на Місяці.

## Метод неподільних

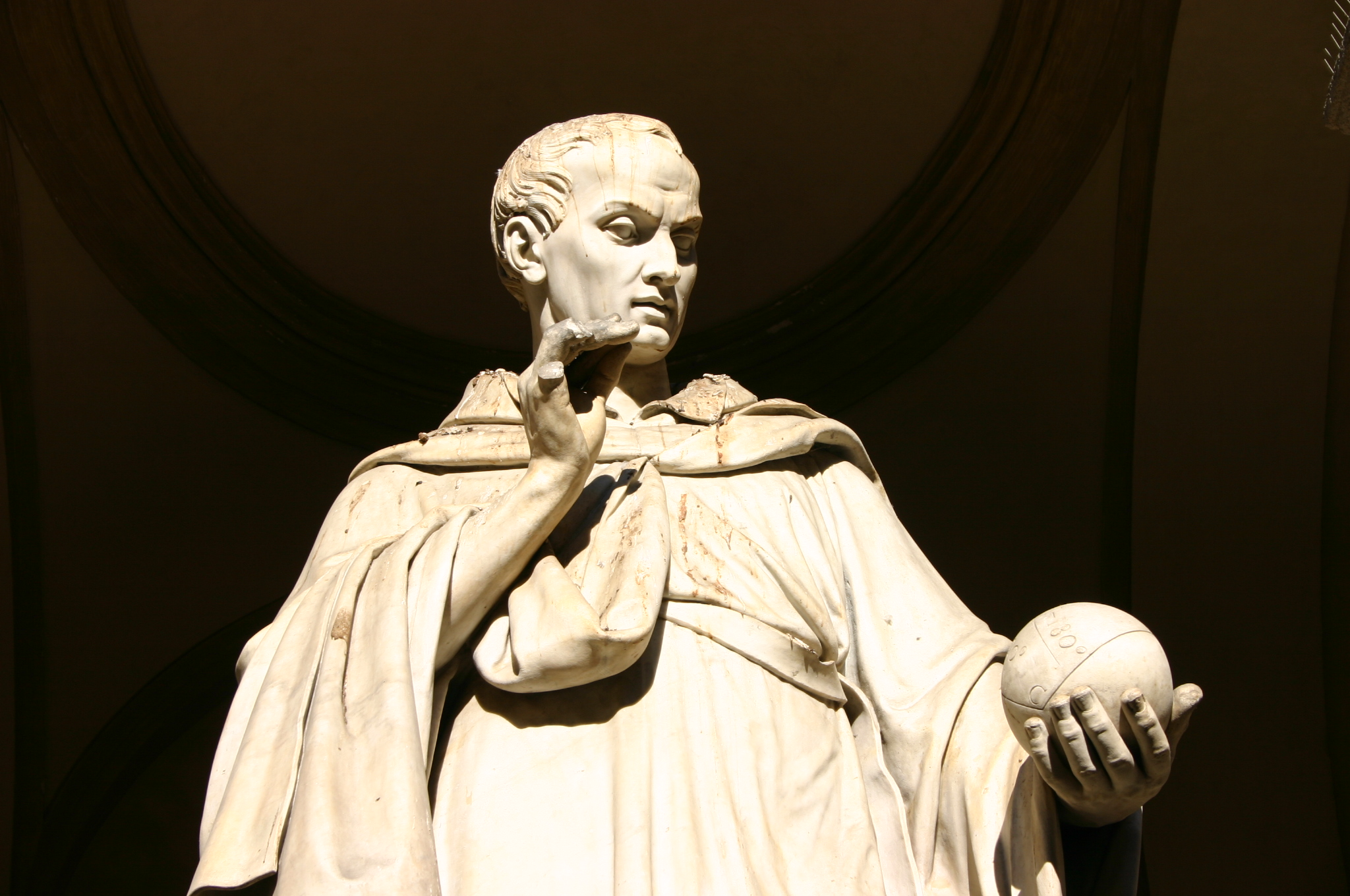
Пам'ятник Кавальєрі в Мілані.

Порівняння площ плоских фігур Кавальєрі зводить до порівняння «всіх ліній», які можна уявити собі як перетин фігур прямими, які рухаються, але залишаються весь час паралельними до деякої напрямної — регули. Аналогічно для порівняння об'ємів тіл вводяться взяті у всій їх сукупності плоскі перетини.
Техніка застосування методу в планіметрії зазвичай була наступною: підбирали фігуру відомої площі, перетини якої можна зіставити з перетинами досліджуваної. Якщо довжини відрізків перетину з кожної пари співвідносились як, скажімо, 1:2, робили висновок, що і для площ фігур правильне таке саме співвідношення, звідки відразу отримували результат. Аналогічно чинили в разі тривимірних тіл.
Основою нової геометрії Кавальєрі вважав теорему:
Фігури відносяться одна до одної, як всі їх лінії, взяті по будь-якій регулі, а тіла — як всі їх площини, взяті по будь-якій регулі.
Звідси випливає, що для знаходження відношення між двома плоскими або тілесними фігурами досить знайти відношення між усіма неподільними обох фігур по будь-якій регулі.
Відзначимо, що іноді Кавальєрі і його послідовники застосовували для розкладання криволінійні перетини.
Кавальєрі запропонував численні приклади успішного застосування методу неподільних, як для відомих тіл, так і нових (наприклад, гіперболоїда обертання). Він же навів приклад парадоксу, який може привести до неправильних висновків через невдалий вибір неподільних перетинів. Але ясного правила для уникнення помилок він не дав.
Міць і відносна простота нового методу справили надзвичайно сильне враження на сучасних йому математиків сучасників. Цілі покоління видатних математиків вчилися у Кавальєрі.